# Les Jardins-de-Napierville
A Regionalidade Municipal do Condado de Les Jardins-de-Napierville está situada na região de Montérégie na província canadense de Quebec. Com uma área de mais de oitocentos quilómetros quadrados, tem, segundo o censo de 2006, uma população de cerca de vinte e quatro mil pessoas sendo comandada pelo município de Napierville. Ela é composta por 11 municipalidades: 1 cidades, 2 municípios, 1 cantão, 6 freguesias e 1 aldeia. 

## Municipalidades

### Cidade
- Saint-Rémi

### Municípios
- Napierville
- Sainte-Clotilde

### Cantão
- Hemmingford

### Freguesias
- Saint-Bernard-de-Lacolle
- Saint-Cyprien-de-Napierville
- Saint-Édouard
- Saint-Jacques-le-Mineur
- Saint-Michel
- Saint-Patrice-de-Sherrington

### Aldeia
- Hemmingford